# ロシア人とウクライナ人の歴史的一体性について
『ロシア人とウクライナ人の歴史的一体性について』（ロシアじんとウクライナじんのれきしてきいったいせいについて、ロシア語: Об историческом единстве русских и украинцев、ウクライナ語: Про історичну єдність росіян та українців、On the Historical Unity of Russians and Ukrainians）は、ロシア・ウクライナ危機 (2021年-2022年)の第一段階が終了した直後の、2021年7月12日に発表されたウラジーミル・プーチンによる論文。論文の中で、プーチンはウクライナとウクライナ人についての見解を説明している。 
RBKデイリーによると、この論文はロシア連邦軍が学ぶ義務のある作品のリストに掲載されている。

## 内容
論文の中で、プーチンは、「ロシア人とウクライナ人は、ベラルーシ人と共に、歴史的に三位一体のロシア民族として知られている民族の一つ」であると主張している。この主張を補強するために、プーチンはロシアとウクライナの歴史についての自身の見解を詳細に説明し、「ロシア人とウクライナ人は共通の遺産と運命を共有している」と結論付けている。
この論文は、独立国家としてのウクライナの存在を否定している。ウクライナには多数の「ロシア人」がいることに着目し、プーチンは「ロシアに対して攻撃的な、民族的に純粋なウクライナ国家の形成」をロシア人に対する大量破壊兵器の使用と比較している。
プーチンは、ウクライナの現代の国境の正当性に公然と疑問を投げかけている。プーチンによれば、現代のウクライナは「歴史的なロシアの土地」を「占領」しており、17世紀以来の、外部の力によって計画された「反ロシアプロジェクト」であり、ソビエト連邦の間に行われた行政的および政治的決定である。彼はまた、「キエフは単にドンバスを必要としない」と主張して、ドンバス戦争について論じている。 
プーチンは、現状を「外国の陰謀と反ロシアの陰謀」として非難している。プーチンは、ウクライナ政府の決定は、「ロシアに対する西側の計画」と「バンデーラの信奉者」によって推進されているなどと主張している。 
プーチンは、「現代のウクライナ問題」における「ロシアの役割」を主張し、長い論文を結ぶ。

## その後
数ヶ月後、ロシア連邦安全保障会議の副議長であるドミートリー・メドヴェージェフもウクライナに関する記事を発表した。その中で、彼はプーチンの論文に同意し、ウクライナ政府が交代するまでウクライナとの交渉は行われないと宣言している。クレムリンによって承認されたこの記事は、その軽蔑的で反ユダヤ主義的な口調で批判された。
プーチンのアドバイザー（2013年-2020年）であるウラジスラフ・スルコフも、ウクライナと他の旧ソ連諸国に関する記事を発表した。記事の中で、彼はロシアの西側国境（ウクライナとバルト三国の国境を含む）の正当性に疑問を呈し、ロシアは国境に閉じ込められたままにする「邪悪な平和」を廃止すべきだと主張している。 

## 反応
ウクライナの大統領であるウォロディミル・ゼレンスキーは、この論文を批判し、プーチンの国家間の兄弟愛に関する見解をカインとアベルの物語と比較した。元大統領のペトロ・ポロシェンコもこの論文を強く批判し、アドルフ・ヒトラーのズデーテン地方の演説に対応するものだと述べた。 